# Compsibidion campestre
Compsibidion campestre är en skalbaggsart som först beskrevs av Pierre Émile Gounelle 1909.  Compsibidion campestre ingår i släktet Compsibidion och familjen långhorningar. Inga underarter finns listade i Catalogue of Life.